# Gaia (distrito da Índia)
Gaia (Gaya) é um distrito do estado de Biar, na Índia, com capital na cidade homônima. Gaia está localizada a 24° 47′ N, 85° 00′ L. Tem uma altitude média de 111 metros (364 pés).

## Demografia
Segundo o censo de 2001, Gaia tinha uma população de 3 473 428 habitantes. Possui 932 mulheres para cada mil homens. O crescimento de sua população no período 2001/2011 foi de 26,08 por cento. Seu índice de alfabetização é de 66,35 por cento, superior à média nacional, que é de 59,5 por cento.